# Exoprosopa brunettii
Exoprosopa brunettii är en tvåvingeart som beskrevs av Zaitzev 1987. Exoprosopa brunettii ingår i släktet Exoprosopa och familjen svävflugor. Inga underarter finns listade i Catalogue of Life.